# Primula waddellii
Primula waddellii är en viveväxtart som beskrevs av Isaac Bayley Balfour och W.W. Sm. Primula waddellii ingår i släktet vivor, och familjen viveväxter. Inga underarter finns listade i Catalogue of Life.